# Lozîcine, Șepetivka
Lozîcine (în ucraineană Лозичне) este un sat în comuna Sudîlkiv din raionul Șepetivka, regiunea Hmelnîțkîi, Ucraina.

## Demografie
Componența lingvistică a localității Lozîcine
     Ucraineană (98,37%)
     Alte limbi (1,23%)
Conform recensământului din 2001, majoritatea populației localității Lozîcine era vorbitoare de ucraineană (98,37%), existând în minoritate și vorbitori de alte limbi.